# Schwarzbach (Turingia)
Schwarzbach è un comune di 212 abitanti della Turingia, in Germania.

Appartiene al circondario (Landkreis) di Greiz (targa GRZ) ed è parte della comunità amministrativa (Verwaltungsgemeinschaft) di Münchenbernsdorf.